# Kerststuk

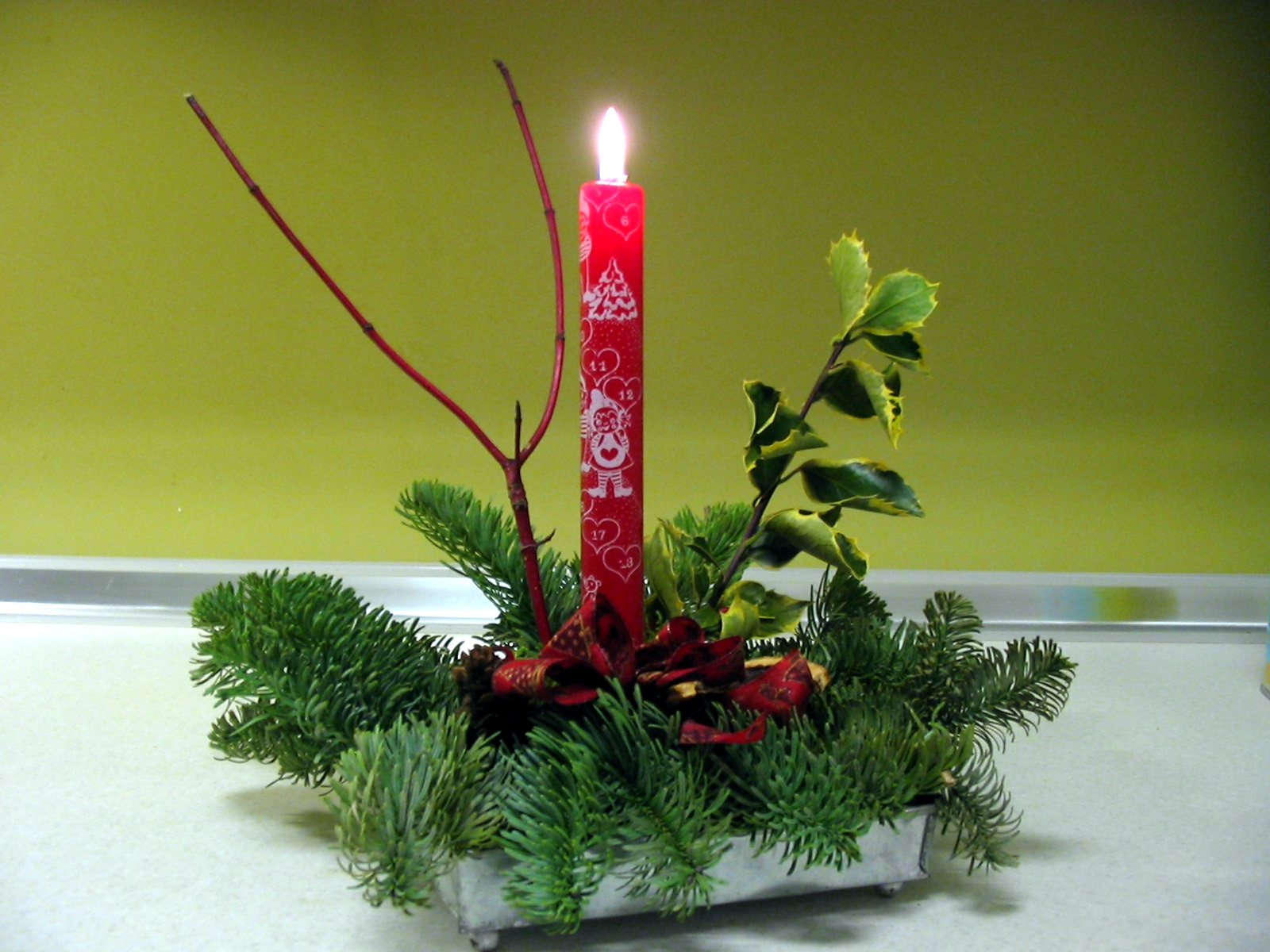
Kaars in een kerststuk

Een kerststukje is een bloemstuk dat vooral in de maand december voor kerstmis wordt vervaardigd en in huis geplaatst als versiering of tafeldecoratie bij een kerstdiner. 
De basis van een kerststuk is steekschuim, waarin verschillende kerstdecoraties gestoken worden. Centraal in het kerststukje zijn één of meerdere kaarsen. Verder wordt het stukje opgevuld met takken van typische "kerstplanten" (kerstgroen), zoals dennentakken, hulstbladeren, klimop en conifeertakken.
Soms is de basis een kerstkrans.
Ook worden vaak kerstdecoraties als kerstballen, kerstmannetjes, etc. in een kerststuk geplaatst.